# Cylapinae
Cylapinae is een onderfamilie van wantsen van de familie van de blindwantsen (Miridae). De familie werd voor het eerst wetenschappelijk beschreven door George Willis Kirkaldy in 1903.

## Taxonomie
De onderfamilie bestaat uit de volgende geslachtengroepen:
- Tribus: Bothriomirini Kirkaldy, 1906
  - Afrobothriomiris Gorczyca, 2000
  - Bothriomirella Namyatova, Contos & Cassis, 2019
  - Bothriomiris Kirkaldy, 1902
  - Dashymenia Poppius, 1910
  - Dashymeniella Poppius, 1914
- Tribus: Cylapini Kirkaldy, 1903
  - Adcylapocoris Carvalho, 1989
  - Afrovannius Gorczyca, 1997
  - Amapacylapus Carvalho & Fontes, 1968
  - Ambercylapus Carvalho & Popov, 1984
  - Carvalhoma Slater & Gross, 1977
  - Corcovadocola Carvalho, 1948
  - Cylapinus Carvalho, 1986
  - Cylapocoroides Carvalho, 1989
  - Cylapoides Carvalho, 1952
  - Cylapomorpha Poppius, 1914
  - Cylapus Say, 1832
  - Dariella Namyatova & Cassis, 2021
  - Henryfulvius Wolski, 2015
  - Kanakamiris Cassis & Monteith, 2006
  - Labriella Namyatova & Cassis, 2021
  - Mangalcoris Murphy & Polhemus, 2012
  - Paracylapus Carvalho, 1952
  - Peltidocylapus Poppius, 1909
  - Phyllocylapus Poppius, 1913
  - Schizopteromiris Schuh, 1986
  - Teratofulvioides Carvalho & Lorenzato, 1978
  - Valdasus Stål, 1860
- Tribus: Rhinomirini Gorczyca
  - Pararhinomiris Gorczyca, 2003
  - Rhinomiriella Gorczyca, 2001
  - Rhinomiris Kirkaldy, 1902
- Tribus: Vanniini Gorczyca, 1997
  - Austrovannius Cassis, Schwartz & Moulds, 2003
  - Vanniopsis Poppius, 1909
  - Vannius Distant, 1883
  - Vanniusoides Carvalho & Lorenzato, 1978
- Tribus: Fulviini Uhler, 1886
  - Afrofulvius Gorczyca, 2000
  - Bironiella Poppius, 1909
  - Callitropisca Namyatova & Cassis, 2021
  - Ceratofulvius Reuter, 1902
  - Comefulvius Carvalho & Carpintero, 1985
  - Cylapocoris Carvalho, 1954
  - Cylapofulvius Poppius, 1909
  - Euchilofulviella Gorczyca, 1999
  - Euchilofulvius Poppius, 1909
  - Fulviella Carvalho, 1991
  - Fulvioaustrus Carvalho, 1991
  - Fulvius Stål, 1862
  - Gorczyciana Wolski & Taszakowski, 2023
  - Hemiophthalmocoris Poppius, 1912
  - Howefulvius Schmitz & Štys, 1973
  - Kotejafulvius Gorczyca, 2006
  - Laetifulvius Namyatova & Cassis, 2021
  - Linnavuorifulvius Gorczyca et al., 2016
  - Lygaeoscytus Reuter, 1893
  - Micanitropis Namyatova & Cassis, 2021
  - Microfulvius Poppius, 1912
  - Peritropella Carvalho, 1981
  - Peritropis Uhler, 1891
  - Peritropisca Carvalho & Lorenzato, 1978
  - Peritropoides Carvalho, 1955
  - Phyllofulvidius Gorczyca, 2000
  - Phyllofulvioides Gorczyca, 1998
  - Phyllofulvius Carvalho, 1991
  - Punctifulvius Schmitz, 1978
  - Rhinocylapidius Poppius, 1915
  - Rhinofulvius Reuter, 1902
  - Rhinomiridius Poppius, 1909
  - Schmitzofulvius Gorczyca, 1998
  - Sulawesifulvius Gorczyca, Chérot & Štys, 2004
  - Tatupa Tyts et al., 2020
  - Umboiella Carvalho, 1981
  - Xenocylapidius Gorczyca, 1997
  - Yamatofulvius Yasunaga, 2000

Geslachten die niet binnen een van de geslachtengroepen vallen:
- Amberofulvius Herczek, 1991
- Ambocylapus Herczek & Popov, 2000
- Aragocylapus Herczek, Popov & Penalver, 2000
- Archeofulvius Carvalho, 1966
- Balticofulvius Herczek & Popov, 1997
- Cassisotropis Taszakowski et al., 2022
- Epigonomiris Herczek & Popov, 1998
- Fulviocylapus Herczek & Popov, 2005
- Germarofulvius Herczek & Popov, 1999
- Infernotropis Taszakowski et al., 2022
- Jordanofulvius Carvalho, 1954
- Mycetocylapus Poppius, 1914
- Oligocoris Jordan, 1944
- Popoviana Herczek in Herczek & Popov, 1997
- Proamblia Bergroth, 1910
- Rhinocylapoides Wolski & Gorczyca, 2011
- Rhinocylapus Poppius, 1909
- Samlandia Herczek & Popov, 2005
- Trynocoris Herring, 1976
- Xenocylapus Bergroth, 1922